# Mariella Nigro
Mariella Nigro (Montevideo, 10 de enero de 1957) es unar abogada y poeta uruguaya.
Es doctora en Derecho y Ciencias Sociales de la Universidad de la República.
Fue galardonada con el Premio Anual de Literatura del Ministerio de Educación y Cultura en Poesía, también por la Cámara Uruguaya del Libro (CUL) con el Premio Bartolomé Hidalgo de Poesía 2011 y el Premio Legionario del Libro en 2024.

## Libros
- 1998, Dolor de espejos
- 2000, Mujer en construcción
- 2002,  Umbral del cuerpo
- 2005, El río vertical
- 2009, El tiempo circular
- 2011, Después del nombre.
- 2020, Alto oficio de poeta
- 2022, De los días y las noches